# Sietas Typ 72
Der Typ 72 ist ein Mehrzweck-Küstenschiffstyp der Sietas-Werft in Hamburg-Neuenfelde.

## Geschichte

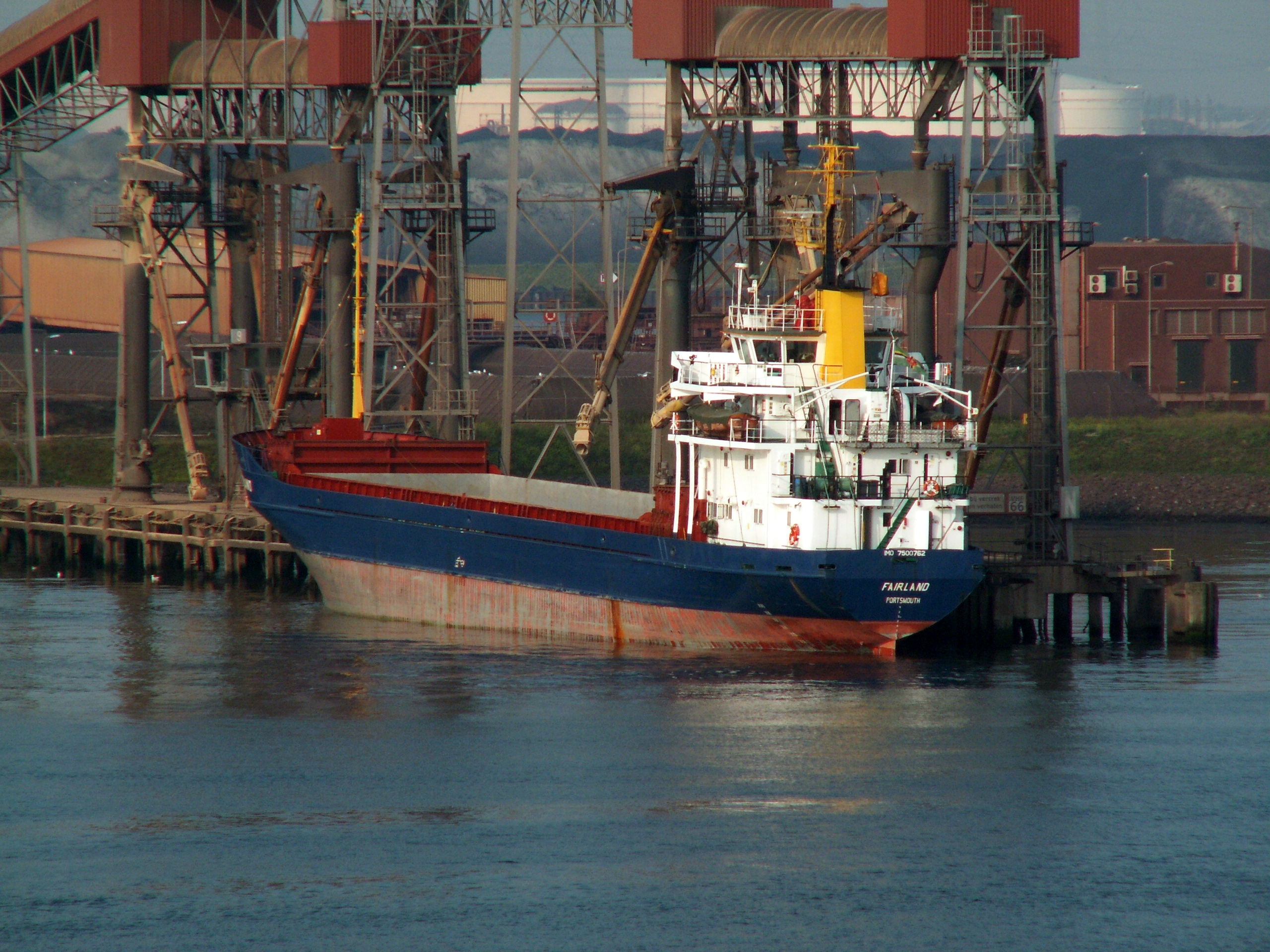
Heckansicht der Fairland

Die Baureihe wurde ab Anfang der 1970er Jahre von verschiedenen Reedereien geordert und bis 1977 in 17 Einheiten gebaut. Abhängig von der Bauvariante wurden die Schiffe bis in die 1990er Jahre häufig in der europäischen Bulk- und Holzfahrt eingesetzt.
Die 1973 abgelieferte Süllberg war bei seiner Indienststellung das Kümo mit der höchsten Tragfähigkeit die seinerzeit mit einer Vermessung von 499 Bruttoregistertonnen erreicht wurde. Die ebenfalls im Jahr 1973 gebaute Jürgen Wehr war das erste Schiff mit der sogenannten „optimalen Brücke“ – diese von Sietas in Zusammenarbeit mit der See-Berufsgenossenschaft entwickelte Form eines ergonomisch durchdachten Ruderhauses mit weitest gehender Rundumsicht war von fortschrittlichen Binnenschiffsruderhäusern inspiriert und floss später in das Forschungsprogramm „Schiff der Zukunft“ ein.
Mehrere Schiffe des Typs wurden später von verschiedenen Werften verlängert und die ehemalige Jürgen Wehr sogar nachträglich zum Asphalttanker umgebaut. Mehrere Einheiten gingen während ihrer Betriebszeit durch Havarien verloren, einige weitere wurden inzwischen abgebrochen. Die verbliebenen Schiffe findet man heute weltweit in der Küstenfahrt.

## Technik

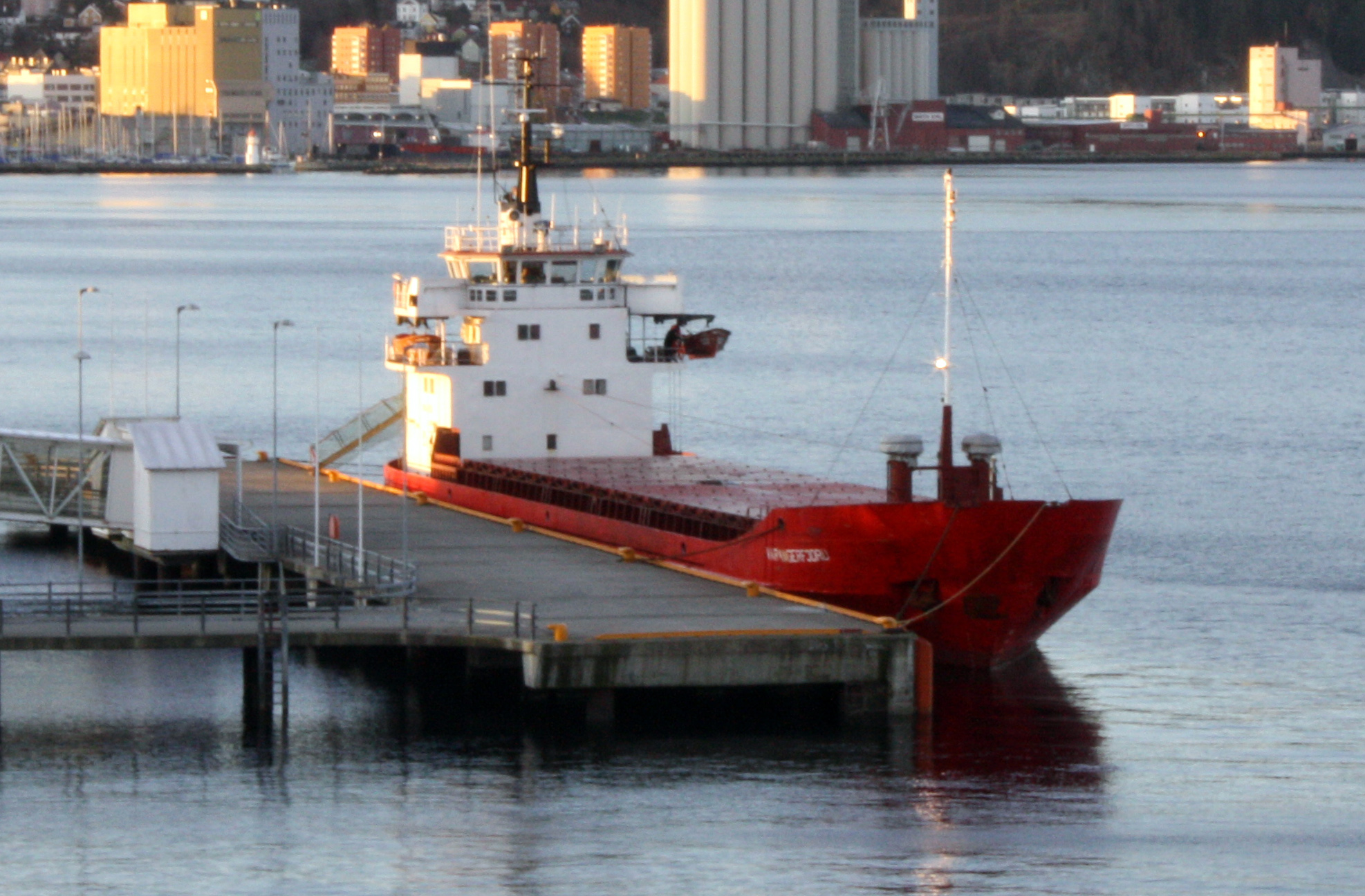
Decksansicht der Varangerfjord

Die Baureihe wurde in verschiedenen Varianten erstellt – die jedoch keine gesonderten Werftbezeichnungen erhielten. Durch die Form des einzelnen weitestgehend kastenförmigen Laderaums (box-shaped) mit einem Getreiderauminhalt von 3619 m³, beziehungsweise 3380,6 m³ Ballenraum ist der Schiffstyp gut für Zellulose- oder Paketholzfahrt, durch den geringen Unterstau auch für den Transport von Containern geeignet. Darüber hinaus ist die Tankdecke für die Stauung von Schwergut verstärkt.
Es wurden schwergutverstärkte kettenbetätigte McGregor-Lukendeckel verwendet, die beim Öffnen in Lukentaschen vor und hinter Luke gestaut werden. Die Thies erhielt beim Bau drei elektrohydraulische Sechstonnen-Krane, von denen die hinteren beiden gemeinsam auf einem verfahrbaren Wagen angebracht waren. Die Parnass sollte bei ihrer Verlängerung ebenfalls mit eigenem Ladegeschirr versehen werden, was aber an ungelösten Stabilitätsproblemen scheiterte.
Angetrieben werden die Schiffe der Baureihe von Viertakt-Dieselmotoren verschiedener Hersteller, die bei einigen Schiffen mit einem Wendegetriebe auf einen Festpropeller, bei der Mehrzahl der Schiffe jedoch auf einen Verstellpropeller wirkt. Die An- und Ablegemanöver werden durch ein Bugstrahlruder unterstützt.

## Die Schiffe
| Sietas Typ 72 | Sietas Typ 72 | Sietas Typ 72 | Sietas Typ 72          | Sietas Typ 72                                              | Sietas Typ 72 | Sietas Typ 72 |
| Bauname       | Bau- nummer   | IMO- Nummer   | Stapellauf Ablieferung | Auftraggeber                                               | Umbenennungen und Verbleib |               |
| ------------- | ------------- | ------------- | ---------------------- | ---------------------------------------------------------- | --- | ------------- |
| Edith Sabban  | 681           | 7219155       | 10.06.1972 05.07.1972  | Mühlenberger Reedereigesellschaft Brügge & Sabban, Hamburg | 1988 Sveafjord → 2001 Donna Khadijeh → 2001 Tarabeia → 2008 Jasmin, am 13. Juli 2013 zum Abbruch in Aliağa eingetroffen |               |
| Mühlenberg    | 676           | 7228297       | 02.09.1972 16.09.1972  | Mühlenberger Reedereigesellschaft Brügge & Sabban, Hamburg | 1985 Aasvaer → 2005 Bustein, am 1. Oktober 2016 zum Abbruch in Bahía Honda eingetroffen |               |
| Thies         | 710           | 7233668       | 18.11.1972 24.12.1972  | Skandinavia Transport- & Schiffahrtsgesellschaft, Hamburg  | 1984 Bellatrix → 1989 Carolina → 2002 Lisbeth, am 13. Mai 2015 zum Abbruch bei Fornaes Shipbreaking in Grenaa eingetroffen |               |
| Süllberg      | 650           | 7320318       | 26.05.1973 23.06.1973  | Vega-Reederei F. Dauber, Hamburg                           | 1985 Nordfrakt, auf einer Reise von Stettin nach Antwerpen am 25. Oktober 1992 nach Verrutschen der Bleikonzentratladung etwa 30 Seemeilen westnordwestlich von Ijmuiden gekentert und gesunken                                                                                |               |
| Jürgen Wehr   | 701           | 7330052       | 23.09.1973 10.10.1973  | Oskar Wehr, Hamburg                                        | 1977 Jürgen W → 1978 Jürgen Wehr → im Herbst 1981 bei Szczecińska Stocznia Remontowa "Gryfia" in Stettin um 9,50 m verlängert → 1993 Jürgen → 1994 zum Bitumentanker Viscaria umgebaut, so 2022 in Fahrt                                                                       |               |
| Caravelle     | 743           | 7403108       | 24.05.1974 15.06.1974  | Jakob Winter, Hamburg                                      | 1983 Emanaich → 1986 Millac Star II → 2001 Safa-B → 2009 Meera → 2016 Shaheen III, am 23. Dezember 2017 zum Abbruch in Alang eingetroffen und dort am 31. Dezember 2017 auf den Strand gesetzt                                                                                 |               |
| Dori Bres     | 759           | 7413634       | 17.09.1974 12.10.1974  | Nielsen & Bresling, Faaborg                                | 2006 Carolyn → 2010 Merkur → 2013 Merkur 1, am 22. Dezember 2014 mit 611 Migranten von der italienischen Küstenwache aufgebracht, im November 2015 zum Abbruch ausgeschrieben                                                                                                  |               |
| Rie Bres      | 760           | 7413646       | 09.11.1974 05.12.1974  | Nielsen & Bresling, Faaborg                                | 1980 Tajami → 1984 Majgard → 1996 Star Maria → 2002 Aalaae, am 20. September 2020 zum Abbruch in Gadani eingetroffen und dort am 1. Oktober 2020 auf den Strand gesetzt |               |
| Nina Bres     | 761           | 7413593       | 15.01.1975 11.02.1975  | Nielsen & Bresling, Faaborg                                | 2007 Vega, am 21. April 2013 im Schlepp zum Abbruch bei Fornaes Shipbreaking in Grenaa eingetroffen |               |
| Silke Polax   | 762           | 7429281       | 22.03.1975 16.04.1975  | Nielsen & Bresling, Faaborg                                | 2004 Anna Stevns, am 11. Juli 2012 zum Abbruch in Frederikshavn eingetroffen |               |
| Mosel         | 744           | 7431674       | 31.05.1975 26.06.1975  | Heinrich Schepers Rhein-See-Linie, Hamburg                 | 1987 Freja → 1996 Loften → 1997 Thor Emilie, am 17. Februar 2000 auf einer Reise von Dünkirchen nach Porto Vesme nach Explosion der Zinkspäneladung im Mittelmeer gesunken, von den sieben Besatzungsmitgliedern kamen sechs ums Leben                                         |               |
| Ume           | 711           | 7431662       | 09.09.1975 04.10.1975  | Skandinavia Transport- & Schiffahrtsgesellschaft, Hamburg  | 1985 Hilros → 1993 Ranafjord → 2007 Varanger → 2009 Varangerfjord → 2010 Ranafjord → 2013 Nikolaos K → 2022 Dean, so 2022 in Fahrt |               |
| Heide-Catrin  | 773           | 7500762       | 01.11.1975 27.11.1975  | Harald Winter, Hamburg                                     | 1991 Anita → 1995 Clara → 2003 Fortland → 2005 Fairland, so 2022 in Fahrt |               |
| Marie Lehmann | 789           | 7510884       | 18.09.1976 09.10.1976  | Gebr. Lehmann, Lübeck                                      | 1979 auf 83,57 m verlängert → 1986 Fenris → 1996 Bolmen → 1997 Thor Heidi → 2001 Alga → 2014 Skiff → 2019 Sam, so 2022 in Fahrt |               |
| Rebecca       | 788           | 7510872       | 02.11.1976 26.11.1976  | Jürgen Heinrich Breuer, Hamburg                            | am 14. September 1979 auf einer Reise von Hamburg nach Helsinki mit Soja etwa 15 Seemeilen nordwestlich von Ristna auf Position 59,10°N; 022,01°E im Schlechtwetter gesunken, sieben Besatzungsmitglieder wurden geborgen, aber drei davon starben, der Kapitän blieb vermisst |               |
| Nordfeld      | 780           | 7517533       | 16.12.1976 31.12.1976  | Walter Jess, Rendsburg                                     | 1984 auf 84,20 m verlängert → 1999 Nyfjell → 2006 Joanna VI → 2020 Tzoanna VI, am 24. Februar 2021 zum Abbruch in Aliağa eingetroffen |               |
| Parnass       | 808           | 7601061       | 04.02.1977 02.03.1977  | Herbert Koppelmann, Hamburg                                | 1978 bei Sietas auf 81,17 m verlängert → 1988 Anna H → 1994 Talea → 2000 Alk → 2004 Yamburg, so 2022 in Fahrt |               |